# Codex Vindobonensis Mexicanus I

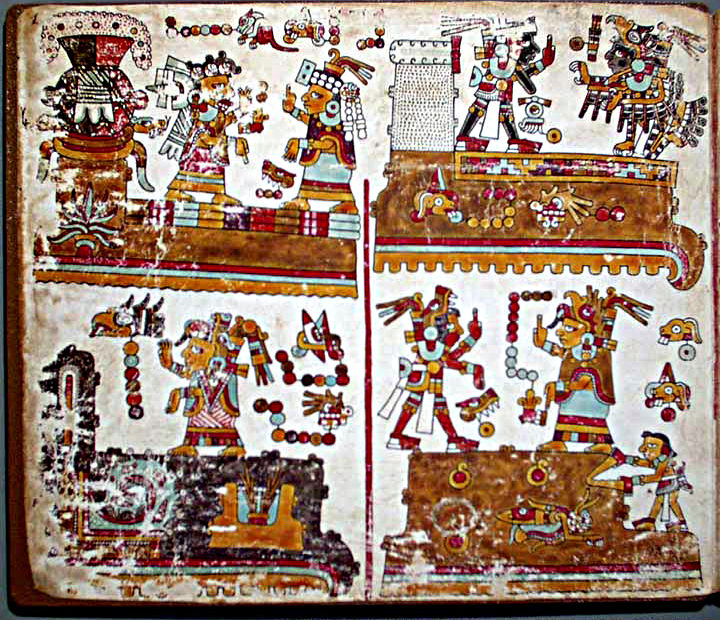
Фрагмент першої сторінки з Codex Vindobonesis

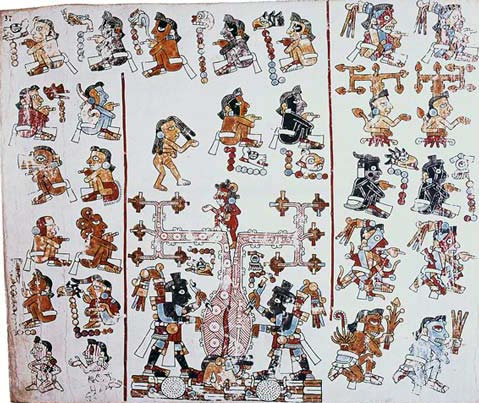
Фрагмент із Codex Vindobonesis

Codex Vindobonensis Mexicanus I, також відомий як Codex Vindobonensis C або Codex Mexicanus I — доколумбовий рукопис, складений у вигляді лепорелло й написаний міштекським письмом. Це обрядово-календрний і генеалогічний документ, датований XIV ст.

## Зміст
Codex Vindobonensis має 52 сторінки розміром 26,5 на 22 см. Він був складений у формі лепорелло і має загальну довжину 13,5 м. Його вага 2,687 кг. Текст розділений на 10 основних розділів. На початку він представляє міфологічні генеалогії богів. Він також містить списки правителів і жерців мікштеків.

## Історія
Невідомо, де був знайдений кодекс. Ймовірно, його знайшли 1519 року у Веракрусі й звідти відправили до Севільї разом з іншим рукописним кодексом Зуш-Наттолл, як подарунок Карлу V. Пізніша історія кодексу маловідома, але він побував у Португалії, Римі, Веймарі і врешті потрапив до Відня.
Рукопис змінював своїх власників і місця, де він зберігався. В результаті його назва змінювалася 18 разів. Він був відомий як Codex Constantinopolitanus, Codex Byzantinus і Codex Mexicanus I . Остання назва часто вживається і в наш час.
Нині він зберігається в Австрійській національній бібліотеці у Відні.